# Douce dame jolie
Douce dame jolie, aussi connu sous le titre de Douce Dame, est une chanson du XIVe siècle écrite par le compositeur français Guillaume de Machaut. Ce morceau est un virelai, appartenant au style de l'ars nova. C'est une des chansons médiévales les plus reprises de nos jours.

## Paroles
| Français original | Français moderne |
| --- | --- |
| Refrain : Douce dame jolie, Pour dieu ne pensés mie Que nulle ait signorie Seul moy fors vous seulement. | Refrain : Douce dame jolie, Pour (l’amour de) Dieu, ne pensez pas Que nulle (autre) a pouvoir Sur moi, que vous seulement |
| Qu'adès sans tricherie Chierie Vous ais et humblement Tous les jours de ma vie Servie Sans villain pensement. Helas ! et je mendie D'esperance et d'aïe ; Dont ma joie est fenie, Se pité ne vous en prent. | (et songez) Que toujours sans tricherie Chérie (je) vous ai humblement Tous les jours de ma vie Servie Sans viles arrière-pensées. Hélas ! Et je mendie L’espoir d’un réconfort Et ma joie va s’éteindre Si vous ne me prenez en pitié |
| Refrain : Douce dame jolie, Pour dieu ne pensés mie Que nulle ait signorie Seur moy fors vous seulement. | Refrain : Douce dame jolie, Pour (l’amour de) Dieu, ne pensez pas Que nulle (autre) a pouvoir Sur moi, que vous seulement |
| Mais vo douce maistrie Maistrie Mon cuer si durement Qu'elle le contralie Et lie En amour tellement Qu'il n'a de riens envie Fors d'estre en vo baillie ; Et se ne li ottrie Vos cuers nul aligement.       | Mais votre douce domination Domine Mon cœur si durement Qu'elle le contrarie Et le lie En amour grandement Qu'il n'a d’autre envie Que d’être à votre merci ; Et ne (m') octroie, Votre cœur, aucun soulagement.                       |
| Refrain : Douce dame jolie, Pour dieu ne pensés mie Que nulle ait signorie Seur moy fors vous seulement. | Refrain : Douce dame jolie, Pour (l’amour de) Dieu, ne pensez pas Que nulle (autre) a pouvoir Sur moi, que vous seulement |
| Et quant ma maladie Garie Ne sera nullement Sans vous, douce anemie, Qui lie Estes de mon tourment, A jointes mains deprie Vo cuer, puis qu'il m'oublie, Que temprement m'ocie, Car trop langui longuement. | Et ma maladie Guérie Jamais ne sera Sans vous, douce ennemie, Qui vous régalez de mon tourment. À mains jointes, je prie Votre cœur, puisqu'il m'oublie, Qu’il me tue, par pitié, Car il a trop longuement langui.                     |
| Refrain : Douce dame jolie, Pour dieu ne pensés mie Que nulle ait signorie Seur moy fors vous seulement. | Refrain : Douce dame jolie, Pour (l’amour de) Dieu, ne pensez pas Que nulle (autre) a pouvoir Sur moi, que vous seulement |